# Kyllinga ruwenzoriensis
Kyllinga ruwenzoriensis är en halvgräsart som beskrevs av Charles Baron Clarke. Kyllinga ruwenzoriensis ingår i släktet Kyllinga och familjen halvgräs. Inga underarter finns listade i Catalogue of Life.